# Francis Throckmorton
Francis Throckmorton (Feckenham, 1554 —  Tyburn, 10 juli 1584), ook wel Throgmorton of Throckmarton genoemd, werd als samenzweerder tegen koningin Elizabeth I van Engeland veroordeeld en terechtgesteld.

## Herkomst
Francis Throckmorton was een zoon van John Throckmorton van Feckenham en Margery Puttenham. Hij was neef van Nicolas Throckmorton, diplomaat van koningin Elizabeth I van Engeland. John Throckmorton werd in 1579, één jaar voor zijn dood, ontheven als opperrechter van Chester. De reden waarom dit is gebeurd blijft onzeker. Hij zou schuldig zijn bevonden aan onrechtmatige praktijken. Waarschijnlijk is hij wegens zijn pro-katholieke houding bestraft.

## Studie en radicalisering
Francis werd in Hart Hall te Oxford grootgebracht en begon in 1576 te studeren aan de Inner Temple te Londen. In Oxford was hij reeds beïnvloed door de katholieken.
Toen in 1580 de beide jezuïeten Edmund Campion en Robert Parsons naar Engeland kwamen, om propaganda tegen koningin Elizabeth I te verspreiden, was Francis Throckmorton reeds lid van het gezelschap van de Inner Temple. De Inner Temple had zich verenigd, zodat de leden zich onderling konden ondersteunen.
In 1580 reisde hij door Europa en trof zijn broer Thomas in Parijs, die net zoals zijn zwager Sir William Catesby en Sir Tomas Tresham tot de leidende rebellen behoorde. Op zijn verdere reis bezocht hij Italië en Spanje, om leidende katholieke verbannelingen en papisten te ontmoeten.

Nadat hij in 1583 in Engeland was teruggekeerd, fungeerde hij voornamelijk als tussenpersoon tussen `de aanhangers van de Katholieke Kerk op het Europese vasteland, de gevangengenomen Maria Stuart en de Spaanse boodschapper Bernardino de Mendoza.

## Arrestatie en terechtstelling
De activiteiten van Throckmorton zorgden ervoor dat Francis Walsingham, destijds de belangrijkste spion van koningin Elizabeth I, hem snel verdacht vond. Francis werd in 1583, na een onderzoeking van zijn huis, waar bewijs voor crimineel gedrag werd gevonden, gearresteerd.
Na te zijn gefolterd verklaarde hij onderdeel te zijn van een complot tegen koningin Elizabeth I om de Katholieke Kerk in Engeland opnieuw te installeren. Een invasie, die door Hendrik I van Guise geleid zou worden, moest via een gemanipuleerde opstand de katholieken binnen Engeland verenigen.

Later trok hij zijn verklaring in. Toch werd hij op grond van hoogverraad schuldig bevonden en op 21 mei 1584 tot de dood veroordeeld. Op 10 juli 1584 werd hij in Tyburn terechtgesteld.
- International Standard Name Identifier: 0000 0000 4829 3309
- Library of Congress Control Number: nr92035334
- Nationale Bibliotheek van Israël: 987007367580205171
- SNAC: w6xs66v3
- Virtual International Authority File: 17571924
- WorldCat: E39PBJc3PwrtBtHQX6WQjBbrv3